# Dosarul Transferurilor

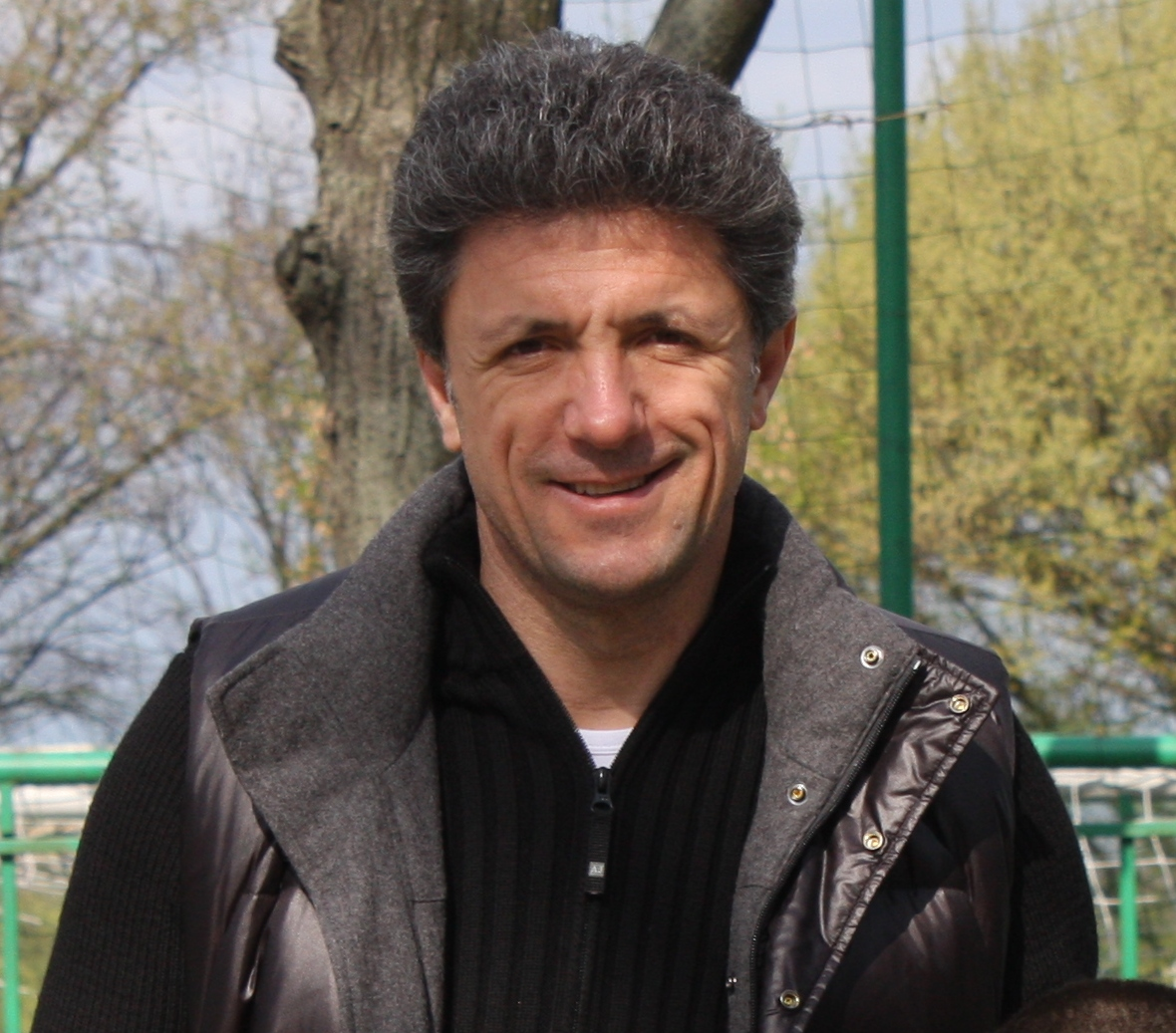
Gică Popescu a primit o sentință de 3 ani și o lună cu executare

Dosarul Transferurilor este un scandal de corupție din România, în perioada 2007-2014, prin care mai mulți șefi de cluburi de fotbal sau impresari declarau sume de transfer mai mici decât cele reale, păstrând banii pentru ei și plătind un impozit mai mic decât cel cuvenit. Toate activitățile s-ar fi făcut prin companii off-shore din străinătate. Aceștia au fost acuzați că, prin intermediul unor tranzacții ilegale, în perioada 1999-2005 au produs statului un prejudiciu de 1,5 milioane de dolari și un prejudiciu de peste 10 milioane de dolari cluburilor de fotbal din Liga 1.

## Sentințe
La 4 martie 2014, Curtea de Apel București a dat o sentință definitivă după aproape șase ani de judecată, zeci de termene și de audieri:
- George Copos - 3 ani și 8 luni cu executare
- Mihai Stoica - 3 ani și 6 luni cu executare
- Cristi Borcea - 6 ani și 4 luni cu executare
- Ioan Becali - 6 ani și 4 luni cu executare
- Victor Becali - 4 ani și 8 luni cu executare
- Jean Pădureanu - 3 ani și 4 luni cu executare
- Gică Popescu - 3 ani, 1 lună și 10 zile cu executare
- Gigi Nețoiu - 3 ani și 4 luni cu executare

Gică Popescu a fost condamnat cu executare cu o zi înaintea alegerilor la președinția Federației Române de Fotbal (FRF).

## Eliberări
Jean Pădureanu a fost eliberat condiționat în data de 18 iunie 2015, ca urmare a unei decizii a Tribunalului Ilfov.

## Transferuri anchetate
| #  | Fotbalist         | Transfer (an)                   | Suma declarată ($) | Suma reală ($) | Inculpat(i)                                                  |
| -- | ----------------- | ------------------------------- | ------------------ | -------------- | ------------------------------------------------------------ |
| 1  | Iulian Arhire     | Oțelul - Pohang (1999)          | 150 000            | 700 000        | M.M. Stoica                                                  |
| 2  | Ionel Ganea       | Bistrița - Stuttgart (1999)     | 600 000            | 2 000 000      | Jean Pădurean, Ioan Becali                                   |
| 3  | Cristian Dulca    | Rapid - Pohang (1999)           | 120 000            | 600 000        | George Copos                                                 |
| 4  | Cosmin Contra     | Dinamo- Alaves (1999)           | 800 000            | 1 800 000      | Cristi Borcea, Ioan Becali                                   |
| 5  | Bogdan Mara       | Dinamo- Alaves (2001)           | 1 000 000          | 1 200 000      | Cristi Borcea, Ioan Becali                                   |
| 6  | Paul Codrea       | Dinamo - Genoa (2001)           | 70 000             | 2 600 000      | Cristi Borcea, Ioan Becali, Victor Becali                    |
| 7  | Florin Cernat     | Dinamo - Kiev (2001)            | 600 000            | 1 000 000      | Cristi Borcea, Ioan Becali, Victor Becali                    |
| 8  | Nicolae Mitea     | Dinamo - Ajax (2003)            | 0                  | 720 000 €1     | Cristi Borcea, Ioan Becali, Victor Becali                    |
| 9  | Lucian Sânmărtean | Bistrița - Panathinaikos (2003) | 300 000            | 600 000        | Jean Pădureanu, Ioan Becali, Victor Becali, Gheorghe Popescu |
| 10 | Florin Bratu      | Rapid - Galatasaray (2003)      | 630 000            | 2 750 000      | George Copos, Ioan Becali, Gheorghe Popescu                  |
| 11 | Adrian Mihalcea   | Dinamo - Chunnam (2004)         | 250 000            | 600 000        | Cristi Borcea, Ioan Becali                                   |
| 12 | Dan Alexa         | Dinamo - Guoan (2004)           | 330 000            | 730 000        | Cristi Borcea, Ioan Becali, Gheorghe Nețoiu                  |

1 - singura sumă din tabel în euro
- SURSA: GSP.ro

## Discuția privind o eventuală grațiere a lui Gică Popescu
După condamnarea la 3 ani și o lună de închisoare cu executare, a început o campanie în favoarea grațierii lui Gică Popescu. Printre politicienii care au susținut această inițiativă s-au numărat Victor Ponta, Crin Antonescu și Valeriu Zgonea. Împotriva unei grațieri s-au pronunțat mai mulți jurnaliști, între care Cristian Tudor Popescu, Gabriel Bejan ș.a.